# Kranes konditori
Kranes konditori è un film del 1951, diretto da Astrid Henning-Jensen.